# Anopheles pulcherrimus
Anopheles pulcherrimus este o specie de țânțari din genul Anopheles, descrisă de Theobald în anul 1902. Conform Catalogue of Life specia Anopheles pulcherrimus nu are subspecii cunoscute.